# Tête de chamois
 (septembre 2023).
Si vous disposez d'ouvrages ou d'articles de référence ou si vous connaissez des sites web de qualité traitant du thème abordé ici, merci de compléter l'article en donnant les références utiles à sa vérifiabilité et en les liant à la section « Notes et références ».
Tête de chamois est un tableau réalisé par le peintre français Gustave Courbet vers 1875.
Cette huile sur toile est une peinture animalière qui représente une tête de chamois aperçu par son profil gauche. L'animal y est figuré ses yeux levés vers le haut, devant un paysage montagneux s'élevant vers la droite. Exécutée durant l'exil de Courbet en Suisse, elle est contemporaine d'une toile intitulée Le Veau blanc.
Un temps la propriété de l'artiste espagnol Pablo Picasso qui l'achète dans les années 1940, l'œuvre est conservée depuis 1978 au musée Picasso, à Paris.